# Stephanos Zizinia
Stephanos Zizinia (Chios, 1784 – Alexandrië, 1868) (Frans: Étienne Zizinia, Grieks: Στέφανος Μενάνδρου Τσι(ν)τσίνια(ς), Stefanos Menander Tsintsinias of Tsitsinia), was een Griekse koopman gevestigd in Alexandrië, die actief was in het Middellandse Zeegebied. Hij was consul-generaal van België in Egypte. Zijn naam is verbonden aan een aantal Egyptische oudheden in Europese collecties.

## Leven en werk
In 1816 vestigden de broers Stephanos en Pandia Zizinia zich in Marseille, waar ze een handelshuis vestigden. In 1820 voegde hun broer Giorgios zich bij de onderneming, die vanaf 1822 Société Zizinia Frères heette. In 1831 nam Zizinia de Franse nationaliteit aan.
Het handelshuis had vestigingen in verschillende andere havensteden aan de Middellandse Zee, waarbij Alexandrië de belangrijkste was. Zizinia vestigde zich hier op uitnodiging van Mohammed Ali Pasja, en bouwde een okelle (stadspaleis, pakhuis en herberg ineen) aan de Place des Consuls. 

Okelle Zizinia, 1862 (foto door Gustave Le Gray).

Hier bracht hij een grote kunstverzameling bijeen: o.a. Egyptische, Griekse, Romeinse en Etruskische oudheden; Chinese, Japanse en Arabische kunstvoorwerpen; schilderijen, waaronder een Rembrandt, een Rubens en een Van Dyck. Het Okelle Zizinia stond bekend als een ontmoetingsplaats van de beau monde van Alexandrië. Daarnaast liet hij het eerste theater in Alexandrië, het Théâtre Zizinia, bouwen door de Italiaanse architect Pietro Avoscani. 
In 1839 werd hij benoemd tot consul van België in Egypte, en in 1847 tot consul-generaal. Tijdens de twee reizen die de latere koning Leopold II van België door Egypte maakte, in 1855 en 1862-1863, begeleidden Zizinia en zijn zoon Menander de prins en verleenden hem onderdak in hun residenties in Alexandrië en Caïro. In 1866 verkreeg hij de Belgische nationaliteit.
Zizinia stond aan het hoofd van de Griekse gemeenschap in Alexandrië. Hij verhandelde af en toe Egyptische en Griekse oudheden en gaf soms stukken uit zijn verzameling cadeau aan relaties. Ca. 1880-1900 verkocht zijn zoon Menander het grootste deel van de collectie, die daardoor verspreid is geraakt – enkele belangrijke stukken zijn in musea, andere in privécollecties.

## Onderscheidingen
In 1847 ontving Zizinia van hertog Karel II van Parma de erfelijke titel graaf. In 1849 ontving hij van koning Leopold I van België de erfelijke titel baron.

## Familie en nalatenschap
De familie Tsintsinias of Tsitsinia op Chios was waarschijnlijk van Italiaanse oorsprong. De oudste vermelding van de familienaam op Chios is uit 1622; de genealogie kan getraceerd worden tot 1730.
Stephanos Zizinia was een zoon van Menander "Meni" Zizinia (Μενής Στεφάνου Τσιτσίνιας; 1768-1822), die door Ottomaanse troepen werd opgehangen tijdens het bloedbad van Chios, en Angerou Ralli. 
Zijn broer Giorgios was van 1833 tot zijn dood in 1868 consul-generaal van Griekenland in Marseille. 
Stephanos trouwde in 1825 met Katarina Skambali (1808-1891), uit de familie Anastasi te Thessaloniki. Hun twee oudste kinderen, dochter Cléanthe (1828-1862) en zoon Menander (1832-1907), werden geboren in Marseille; de twee jongste, dochter Mariette (1835-1842) en zoon Jean (1838-?) in Alexandrië. Zoon Menander volgde zijn vader op in het familiebedrijf en als consul van België.
Het handelshuis Zizinia & Compagnie sloot in 1876 als gevolg van het bankroet van Egypte. 
Het Okelle Zizinia werd vernietigd in het bombardement op Alexandrië in 1882. 
Het Théâtre Zizinia ging over in andere handen; het functioneerde met 2000 zitplaatsen tot het in 1908 werd gesloopt. Op dezelfde plek werd in 1918 het nieuwe Teatro Muhammad Ali geopend, in 1962 hernoemd tot Sayed Darwish-theater en vanaf 2004 Alexandria Opera House.
De wijk Zizinia in Alexandrië is gebouwd op grond die eigendom was van Stephanos Zizinia, en die hij verkocht vanwege de uitbreiding van de tramlijn.
In de collecties van de Koninklijke Musea voor Kunst en Geschiedenis in Brussel bevinden zich muziekinstrumenten die met zijn hulp zijn aangekocht.